# روز جهانی اهدای خون
روز ۲۴ خرداد هر سال (۱۴ ژوئن) به نام روز جهانی اهدای خون (روز جهانی تقدیر از اهدا کنندگان خون) انتخاب شده است.
در این روز از همت والا و فعالیت انسان دوستانه تمام کسانی که در زمینه اهدا و انتقال خون و نجات جان انسان‌ها تلاش می‌کنند، قدردانی می‌شود.

## پیشینه
انتقال خون و فرآورده‌های خونی سالانه جان میلیون‌ها نفر را نجات می‌دهد. این می‌تواند به بیمارانی که از شرایط تهدید کننده زندگی رنج می‌برند کمک کند زندگی طولانی‌تر و با کیفیت زندگی بالاتری داشته باشند و از روش‌های پیچیده پزشکی و جراحی پشتیبانی می‌کند. همچنین نقش حیاتی در مراقبت‌های مادران پس از زایمان دارد. دسترسی به خون و فرآورده‌های خونی ایمن و کافی می‌تواند به کاهش میزان مرگ و میر و ناتوانی ناشی از خونریزی شدید در هنگام زایمان و پس از زایمان کمک کند.
در بسیاری از کشورها، عرضه کافی خون سالم وجود ندارد و خدمات خون با چالش در دسترس قرار دادن خون کافی و همچنین تضمین کیفیت و ایمنی آن مواجه است.
تأمین کافی فقط از طریق اهدای منظم خون توسط اهداکنندگان داوطلبانه خون بدون دستمزد تضمین می‌شود. هدف WHO این است که همه کشورها تا سال ۲۰۲۰ تمام ذخایر خون خود را از اهداکنندگان داوطلبانه بدون دستمزد دریافت کنند. در سال ۲۰۱۴، ۶۰ کشور ذخایر خون ملی خود را بر اساس ۹۹ تا ۱۰۰ درصد اهدای خون داوطلبانه بدون دستمزد دارند، در حالی که ۷۳ کشور هنوز عمدتاً به خانواده و خانواده وابسته هستند یا پول به اهدا کنندگان پرداخت می‌شود.
در ایران روز نهم مردادماه که همزمان است با تأسیس سازمان انتقال خون با نام روز اهدای خون شناخته شده است.

## تاریخچه
این روز به مناسبت سالگرد تولد کارل لندشتاینر (کاشف گروه‌های خونی ABO) در ۱۴ ژوئن ۱۸۶۸ نام گذرای شده است. لندشتاینر به خاطر کشف سیستم گروه خونی ABO برنده جایزه نوبل شد.
البته اگر در اصل بخواهیم در نظر بگیریم سابقه اهدای خون با ده‌ها سال قبل از این دانشمند برمیگردد زیرا در قرن ۱۷ میلادی این کار برای اولین بار انجام شده و اولین تزریق خون توسط فردی به نام ریچارد لور (Richard Lower) انجام شد.
بر این اساس در یک آزمایش خون یک سگ به سگ دیگری انتقال داده شد و این آزمایش بدون هیچ عارضه‌ای برای سگ دریافت کننده پیش رفت. بعدها سعی شد این آزمایش‌ها به‌طور گسترده‌تری روی حیوانات انجام گیرد، هرچند که روش‌های مرسوم آن دوره از نظر اخلاقی تأیید نشده و این روش غیرقانونی اعلام شد به همین دلیل هم برای ۱۵۰ سال اثری از آن نبود. با این حال در سال ۱۸۱۸ توسط یک متخصص زنان و زایمان این فعالیت‌ها از سر گرفته شد و با تزریق خون شرایطی ایجاد شد که جان زنی که پس از زایمان دچار خونریزی شدید شده بود، نجات پیدا کند.